# Loughman
Loughman – jednostka osadnicza w Stanach Zjednoczonych, w stanie Floryda, w hrabstwie Polk, około 50km od Orlando. 